# Bardsragujn chumb 1995
Il Bardsragujn chumb 1995 è stato un'edizione di transizione del campionato di calcio armeno disputatosi nella primavera del 1995 per passare al calendario autunno-primavera e non previde vincitori.

## Formula
Le squadre partecipanti passarono dalle 16 della stagione precedente alle 12 attuali che furono divise in due gironi da sei ciascuno. Ogni girone disputò un turno di andata e ritorno per un totale di 10 partite.
L'ultima classificata di ogni girone retrocedette in Aradżin Chumb.

## Classifiche

### Gruppo 1
|  | Pos. | Squadra   | Pt | G  | V | N | P | GF | GS | DR  |
|  | ---- | --------- | -- | -- | - | - | - | -- | -- | --- |
|  | 1.   | Shirak    | 24 | 10 | 7 | 3 | 0 | 23 | 6  | +17 |
|  | 2.   | Tsement   | 16 | 10 | 5 | 1 | 4 | 19 | 12 | +7  |
|  | 3.   | Aznavour  | 13 | 10 | 4 | 1 | 5 | 10 | 14 | -4  |
|  | 4.   | Homenmen  | 12 | 10 | 3 | 3 | 4 | 11 | 13 | -2  |
|  | 5.   | Zangezour | 12 | 10 | 3 | 3 | 4 | 13 | 22 | -9  |
|  | 6.   | Yerazank  | 5  | 10 | 0 | 5 | 5 | 4  | 13 | -9  |

Legenda:

      Retrocessa in Aradżin Chumb
Note:

Due punti a vittoria, uno a pareggio, zero a sconfitta.

### Gruppo 2
|  | Pos. | Squadra    | Pt | G  | V | N | P | GF | GS | DR  |
|  | ---- | ---------- | -- | -- | - | - | - | -- | -- | --- |
|  | 1.   | Ararat     | 20 | 10 | 6 | 2 | 2 | 34 | 11 | +23 |
|  | 2.   | Homenetmen | 19 | 10 | 5 | 4 | 1 | 31 | 8  | +23 |
|  | 3.   | Kotayk     | 15 | 10 | 4 | 3 | 3 | 18 | 13 | +5  |
|  | 4.   | Van        | 13 | 10 | 4 | 1 | 5 | 15 | 21 | -6  |
|  | 5.   | Aragats    | 9  | 10 | 2 | 3 | 5 | 14 | 31 | -17 |
|  | 6.   | Banants    | 7  | 10 | 2 | 1 | 7 | 15 | 43 | -28 |

Legenda:

      Retrocessa in Aradżin Chumb
Note:

Tre punti a vittoria, uno a pareggio, zero a sconfitta.

### Verdetti
- Yerazank Yerevan e Banants Kotaik retrocessi in Aradżin Chumb.

## Classifica marcatori
|   |                    | Atleta               | Squadra    | Gol |
| - | ------------------ | -------------------- | ---------- | --- |
| 1 | Armenia (bandiera) | Arsen Avetisyan      | Homenetmen | 12  |
| 2 | Armenia (bandiera) | Gegham Hovhannisyan  | Homenetmen | 9   |
| 3 | Armenia (bandiera) | Vahe Yaghmuryan      | Kotayk     | 8   |
| 4 | Armenia (bandiera) | Armen Shahgeldyan    | Ararat     | 7   |
|   | Armenia (bandiera) | Levon Stepanyan      | Ararat     | 7   |
|   | Armenia (bandiera) | Hovhannes Toumbaryan | Tsement    | 7   |